# Neuguinea-Dingo
Der Neuguinea-Dingo oder auch Hallstromhund ist ein seltener Haushund, der ursprünglich aus den Bergen Neuguineas stammt und sich laut aktuellem Forschungsstand durch einige Merkmale von allen anderen Haushunden unterscheidet. Über das Leben dieser Hunde in der Wildnis ist so gut wie nichts bekannt.
Jeder dieser Hunde, der außerhalb Neuguineas lebt, stammt von einer sehr kleinen Population ab und es ist möglich, dass sich der Bestand Neuguineas bereits vollständig mit Haushunden anderer Abstammung vermischt hat.

## Name und Klassifikation
Der Neuguinea-Dingo wird im allgemeinen Sprachgebrauch meistens schlicht als Hund (bzw. eine Hunderasse) oder auch als verwilderter Haushund bezeichnet. Daneben wird er im deutschen Sprachgebrauch auch Urwalddingo oder manchmal Sänger/Singender Hund genannt. In Neuguinea haben diese Hunde unter anderem die Namen: Waia, Sfa, Katatope, Kurr ona, Agl Koglma und Yan-kararop. Aufgrund ihrer Heulfreudigkeit hatte Ellis Troughton sie als „jodelnde Hochlandhunde“ bezeichnet.
Bereits in Expeditionsberichten des 17. Jahrhunderts wurden diese Hunde als „kleine stumme Hunde“ bezeichnet, die erste genaue Beschreibung erfolgte aber erst anhand einzelner Skelette und Felle zu Anfang des 20. Jahrhunderts. Während einige bereits vermuteten, dass es sich nicht um echte wilde Hunde handelte, klassifizierte Wood-Jones sie als eigenständige „Rasse“. Diese Hunde wurden dann 1958 von Ellis Troughton als eigene Art Canis hallstromi (nach Sir Edward Hallstrom) klassifiziert, nachdem er zwei Individuen gefangen und im Taronga Zoo in Sydney untersucht hatte. Nachdem bei näheren Untersuchungen dieser „Hallstromhunde“ jedoch keine anatomischen Unterschiede zum Haushund festgestellt werden konnten, sondern bereits bei den Nachkommen des Sydneyer Paares eine für Wildtiere zu hohe Variabilität in Größe, Körperbau, Fellfarbe und Fellzeichnung auftrat, werden diese Hunde heute meist als verwilderte Haushunde eingestuft. Diese Hunde wurden nach ihrer Erstklassifizierung mehrfach neu klassifiziert und infolge auch als Canis lupus hallstromi, Canis familiaris hallstromi und zu Canis lupus dingo oder Canis lupus familiaris (bzw. Canis lupus forma familiaris) zugehörig eingestuft. Zudem wurden sie auch als Canis dingo und Canis dingo hallstromi bezeichnet. Die meisten Autoren haben den Neuguinea-Dingo als eigene Art bezeichnet oder dem Haushund zugewiesen. In der aktuellen Version von Mammal Species of the World wird der Hallstromhund dem Dingo unter Canis lupus dingo zugeordnet, welcher wiederum als Haushund klassifiziert ist.

## Beschreibung
Der Neuguinea-Dingo ist ein eher kleiner und kurzbeiniger Hund mit gedrungenem Körperbau und kleinem, keilförmigen Kopf mit Stehohren und schrägstehenden, etwas schlitzförmigen Augen. Das Fell ist glatt und bis auf den buschigen Schwanz kurzhaarig. Afterkrallen gibt es unter ihnen nicht. Reinrassige Shiba Inus sollen dem Neuguinea-Dingo am ähnlichsten sehen.
Der Körperbau dieser Hunde könnte eine Anpassung an die Lebensbedingungen in den Urwaldrückzugsgebieten mit ihrem Beutemangel und der daraus resultierenden Eiweißmangelernährung darstellen. So wäre es auch wahrscheinlich, dass die Unterschiede im Körperbau zwischen den kleineren, gedrungeneren Hunden des Berglandes von Neuguinea (Hochland-Typ) und den etwas größeren, hochbeinigeren Individuen der Küstenregion (Flachland-Typ) durch die dort bessere Ernährungslage bedingt sind und innerhalb der natürlichen phänotypischen Variationsbreite liegen. Dass die Tiere einer Gruppe, welche Imke Voth im Tierpark Neumünster beobachtete, größer und kräftiger waren als ihre direkt importierten Ahnen und damit auch den größeren und hochbeinigeren australischen Dingos ähnlicher sahen, kann als Anhaltspunkt für die Richtigkeit dieser Hypothese angesehen werden.
Glieder und Rückgrat der Hallstromhunde sind sehr elastisch, und sie können ihre Beine seitlich um fast 90 Grad abspreizen. Der einzige andere Haushund mit einer ähnlichen Beweglichkeit ist der Norwegische Lundehund. Zudem können sie auch ihre Vorder- und Hinterpfoten stärker drehen als andere Haushunde und können Bäume mit dicker Rinde oder vom Boden aus erreichbaren Ästen erklettern, wobei ihre Kletterkünste aber nicht an die des Graufuchses heranreichen.

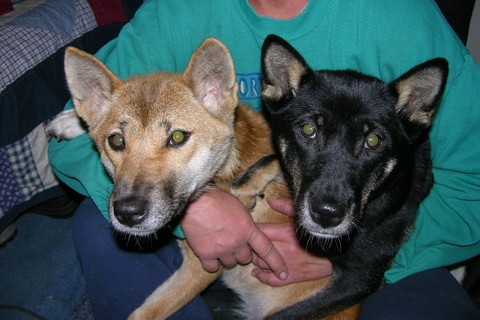
Nachtfoto mit deutlich sichtbarem grün-leuchtenden Tapetum

Die Augen sind mandelförmig geformt, von innen nach außen aufwärts gewinkelt und dunkel umrandet. Die Augenfarbe reicht von dunklem Bernstein zu Dunkelbraun, mit grün leuchtendem Tapetum.
Die Fellfarbe neugeborener Welpen ist ein dunkles Schokoladenbraun mit goldenen Flecken und einer rötlichen Tönung, welches sich innerhalb von sechs Wochen zu hellbraun wandelt. Die Farbe der ausgewachsenen Hunde zeigt sich im Alter von vier Monaten. Für ausgewachsene Hunde in der Wildnis wurden die Farben Braun, Schwarz und Dunkelgelb oder Schwarz beschrieben, alle mit weißen Abzeichen. Bei Hunden unter der Obhut des Menschen wurden die Farben Braun, Schwarz mit Dunkelgelb an der Schnauze, Beinen und Bauch und dunkel (braun mit starker Überschicht an dunkel zugespitztem Deckhaar) nachgewiesen. Die Variante Braun umfasst dabei: helles Braun, Rötlich-braun oder Rot-Gelb mit helleren Schattierungen am Bauch, Innenseite der Beine und der Bauchseite des Schwanzes. Die Seiten des Halses und zonale Streifen hinter dem Schulterblatt sind golden. Schwarzes und sehr dunkles Deckhaar sind für gewöhnlich leicht über das Rückenfell verteilt, mit Konzentrationen an der Rückseite der Ohren und der Oberfläche des Schwanzes über der weißen Spitze. Die Schnauze ist bei jungen Individuen immer schwarz. Alle Farben haben für gewöhnlich weiße Abzeichen an der Unterseite des Kinns, Pfoten, Brust und Schwanzspitze. Ungefähr ein Drittel haben zudem weiße Abzeichen an der Schnauze, im Gesicht und am Nacken. Gescheckte Individuen wurden bisher nicht beobachtet. Mit 7 Jahren ergrauen die schwarzen Schnauzen.

## Vokalisation
Im Bereich der Vokalisation ist beim Neuguinea-Dingo die Lautäußerungsfreudigkeit haushundtypisch (domestikationsbedingt) erhöht, das Bellen dieser Hunde ist dabei relativ wenig variabel und hat keine Untergruppen. Hält man sie mit „bellfreudigen“ Hunden, so übernehmen sie deren Verhalten zum Teil, wie es im Haustiergarten der Universität Kiel geschah, indem sie fortan häufiger bellen.
Der Neuguinea-Dingo hat ein markantes schreiartiges Geheul, das durch einen scharfen Anstieg in der Tonhöhe am Anfang und sehr hohen Frequenzen am Ende charakterisiert ist. Tim Flannery bezeichnete das Geheul dieser Hunde während seiner Reisen in Neuguinea als „jodelartig“. Laut Untersuchungsergebnissen von Ortolani kann das Geheul dieser Hunde klar von dem Australischer Dingos unterschieden werden und unterscheidet sich deutlich von dem der Wölfe und Kojoten.

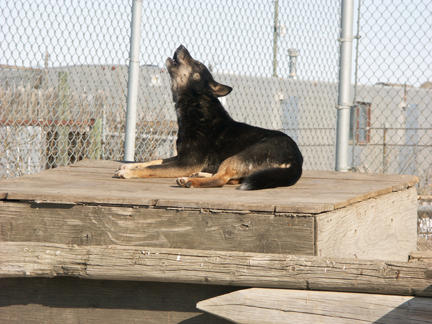
Einzelgeheul

Ein individuelles Geheul dauert zwischen 0,5 und fünf Sekunden (durchschnittlich drei Sekunden). Am Anfang steigt die Frequenz an und bleibt für den Rest des Geheuls eher stabil, aber weist normalerweise abrupte Frequenzveränderungen auf. Modulationen können sich rasch alle 300 bis 500 Millisekunden oder jede Sekunde ändern. Fünf bis acht eindeutige Obertöne können in der Regel in einer spektrografischen Analyse des Geheuls unterschieden werden.
Beim Chorgeheul beginnt ein Hund, und andere stimmen schnell in das Geheul mit ein. Das Geheul ist meist gut synchronisiert und das Heulen aller Individuen endet fast zeitgleich. Spontanes Geheul ist am häufigsten während der Morgen- und Abendstunden. Gleiches wurde auch von Tim Flannery aus der Wildnis Neuguineas berichtet. Unklar ist, welche Funktion den Heulkonzerten zukommt. Nach Nelke ist es am ehesten wahrscheinlich, dass es dem Zusammenrufen vor einer Jagd dient.
Ein Trillern mit ausgeprägtem „vogel-artigen“ Charakter wird während hoher Erregung ausgestoßen. Es ist ein hochfrequentes, impulsartiges Signal, dessen spektrale Darstellung vermuten lässt, dass es eine kontinuierliche Quelle hat, die periodisch unterbrochen wird und bis zu 800 Millisekunden dauern kann. Solch ein Ton ist bei keiner anderen Hundeart bekannt, ein ähnlicher Ton (mit niedrigerer Frequenz) wurde aber für Rothunde in einem Moskauer Zoo beschrieben.

## Verhalten

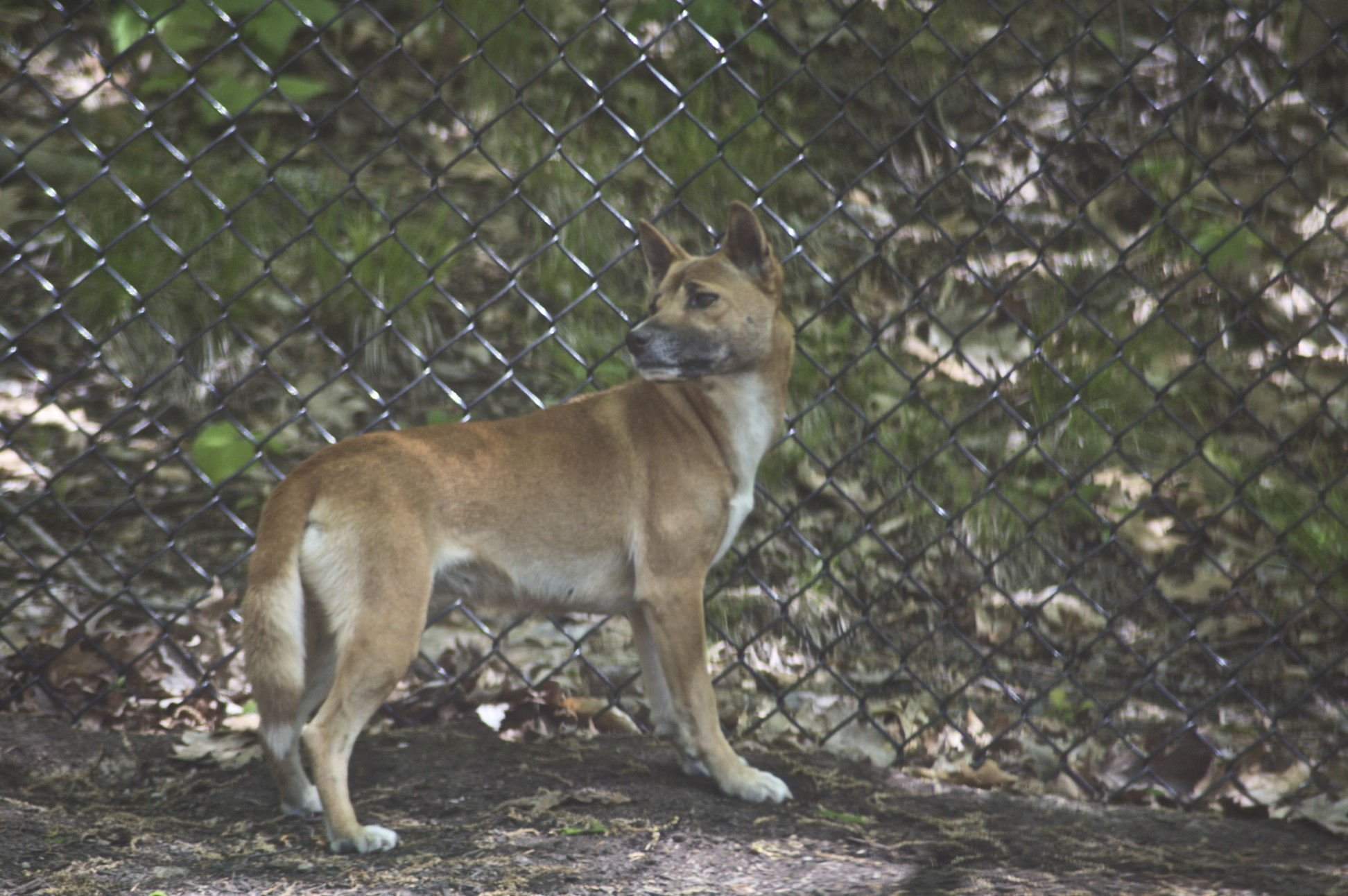
Ein Hund im Zoo von Cleveland

Generell zeigen Hallstromhunde die gleichen Verhaltensweisen wie andere Caniden. Über die Lebensbedingungen der Dingos in Neuguinea und ihr sich daraus ableitendes Sozialverhalten sind nur sehr lückenhafte und zum Teil auch widersprüchliche Informationen vorhanden. Diese Tatsache ist wohl auch dadurch bedingt, dass die Lebensverhältnisse der Hunde je nach Kulturstufe sehr verschieden sind. Über das Sozialverhalten bzw. die soziale Organisationsform eventuell wild lebender Dingos sind keine Informationen vorhanden, und auch über die Sozialbeziehungen und die Sozialordnung der bei den Papua lebenden Hunde liegen kaum Beobachtungen vor. Es leben in der Regel nur sechs bis acht Individuen pro Dorf, die zudem, nach Nelke, tagsüber kaum in Kontakt zueinander treten; ihre Kommunikation beschränkt sich weitgehend auf gemeinsame Heulkonzerte in den Mittagsstunden und in der Dämmerung. Da sie als verwildert gelten und in Papua-Neuguinea „überwiegend“ sich selbst überlassen wurden/werden, aber dennoch in Dörfern mit Essensabfällen gefüttert, von Kindern herumgetragen wurden/werden, eventuell als Nahrung dienen, waren/sind sie dem Einfluss der Melanesier ausgesetzt. Bis dato gibt es keine Untersuchungen über ihre Gruppenmechanismen in ihrem Ursprungsgebiet und wie weit der Einfluss von Menschen auf ihre Entwicklung geht, daher ist eine Zuordnung ihrer Verhaltensbesonderheiten bzw. -auffälligkeiten schwierig. Tim Flannerys kurzer Bericht aus dem Jahr 1988 über Hunde in den Bergen Papua-Neuguineas, nahe der Grenze zu Irian Jaya, gilt als der einzige verfügbare Bericht über direkte Beobachtungen wilder Exemplare. Er beschrieb sie als „extrem scheu“ und „fast übernatürlich geschickt“. Laut Robert Bino (ein Student der Universität von Papua-Neuguinea) nutzen diese Hunde in Neuguinea ihre Schlafplätze unter vorstehenden Wurzeln und Felsvorsprüngen nur unregelmäßig. Bino nahm an, dass diese Hunde hoch mobil sind, alleine nach Nahrung suchen und ein Hund daher mehrere Rückzugsplätze in seinem Streifegebiet nutzen könnte.
Das optische Ausdrucksverhalten des Neuguinea-Dingos weist haushundtypische (domestikationsbedingte) Vergröberungen auf, die vor allem in einer Abflachung der Mimik bestehen. Das Demutsverhalten wird spontan immer spielerisch gezeigt und ist reaktiv in der Regel defensiv überlagert. Die Ausdrucksstrukturen der Dominanz sind im Vergleich zum Wolf stark hypertrophiert und die aggressiven Auseinandersetzungen wie bei anderen Haushunden nur mangelhaft ritualisiert. Imke Voth konnte bei analysierten Hunden kein Imponierverhalten finden, vielmehr gingen die Hunde sogleich in Drohverhalten über. Sie führte diese Eigenart auf deren Ausdrucksreduktionen – als Sekundäranpassungen an veränderte ökologische Bedingungen entstandene relativ begrenzte Fähigkeit zum Sozialleben – zurück. „Ungenauigkeiten“ des Ausdrucks könnten die Ursache für Verständigungsschwierigkeiten und daher Ursache für hohen sozialen Stress sein, der eventuell übersteigertes, mangelhaft ritualisiertes aggressives Verhalten bzw. Beutefangverhalten bedingt.
Bei von Janice Koler-Matznick untersuchten Hunden hatte das Verhalten im Allgemeinen eine geringere Reizschwelle (z. B. Wälzen im Geruch) als bei anderen Haushunden und setzte im Vergleich zu Wölfen und anderen Haushunden früher ein (z. B. Nackenbiss mit zwei Wochen, im Gegensatz zu sechs Wochen bei Wölfen und anderen Haushunden) oder hat einen quantitativen Unterschied (z. B. reduzierter Ausdruck bei intraspezifischem Kooperationsverhalten). Bei von ihr beobachteten Hunden wurde die hundetypische Vorderkörpertiefstellung zur Spielaufforderung nicht durchgeführt, Imke Voth fand dies bei Untersuchungen in den 80er Jahren allerdings vor.
Ebenso wurden von Koler-Matznick einige Verhaltensweisen beobachtet, die von ihr als einzigartig eingestuft wurden:
- Kopfwerfen: Dieses Verhalten, von jedem beobachteten Hund gezeigt, ist eine Aufforderung nach Aufmerksamkeit, Nahrung oder ein Zeichen der Frustration, in unterschiedlichem Maße je nach Erregungsgrad geäußert. Bei vollkommenem Ausdruck wird der Kopf zur Seite gefegt, die Nase durch einen Bogen um 90 Grad zur Mittellinie gedreht, dann schnell in die Ausgangsposition zurück. Die gesamte Sequenz dauert ein bis zwei Sekunden. Die mildeste Ausdruck ist ein leichtes Zur-Seite-Bewegen des Kopfes und zurück. Während dieses Verhaltens werden die charakteristischen Schwarz-Weiß-Kontraste der Kinn-Markierungen zur Schau gestellt.
- Kopulationsschreien: Bei der Verkeilung beider Hunde gibt die Hündin eine sich wiederholende Abfolge von lauten, schrillen Jaulen für ca. drei Minuten von sich. Dieser Schrei hat eine stark erregende Auswirkung auf die meisten Haushunde im Hörbereich.
- Kopulationskontraktionen: Ca. drei Minuten nach Beginn der Verkeilung beginnen Hündinnen eine Reihe von rhythmischen Bauchkontraktionen. Bei jeder Kontraktion wird die Haut der Flanken und Lendenbereich nach vorne gezogen. Diese Kontraktionen werden von Stöhnen begleitet und treten regelmäßig auf, mehrere Sekunden auseinander (zeitweise Pause), für die Länge der Verkeilung.
- Zusätzlich haben Hallstromhunde eine ungewöhnliche Form der auto-erotischen Stimulation, eine starke Tendenz, auf die Genitalien zu zielen für spielerische und aggressive Bisse, ein Wangenreiben, das eine Markierungsverhalten sein kann (ein ähnliches Verhalten wurde bei Füchsen beobachtet), und zähneknirschendes Drohverhalten.

Während des Östrus, wenn potentielle Partner anwesend sind, kämpfen gleichgeschlechtliche Hallstromhunde oft bis zu schwerwiegenden Verletzungen. Erwachsene zeigten zudem ein hohes Maß an Aggression gegenüber unbekannten Hunden, was den Schluss zulasse, dass sie streng territorial sind.
Aufgrund von Beobachtungen an Hunden in Gefangenschaft wurde angenommen, dass wilde Neuguinea-Dingos keine permanenten Rudel bilden. Tatsächlich handelt es sich bei allen bisherigen Sichtungen in freier Wildbahn um einzelne Hunde oder Paare, und laut Untersuchungen in den 80ern von Imke Voth leben einige am entspanntesten paarweise, andere in Kleingruppen. In einem Vergleich zu Wolf und Pudel stehen sich Tiere ohne Rangdifferenz expansiv gegenüber oder versuchen sich durch territoriale Abgrenzung aus dem Weg zu gehen. Die soziale Expansionstendenz nimmt bei ihnen mit der Geschlechtsreife wesentlich stärker zu; sie steigt jedoch nicht nur mit zunehmendem Alter, sondern auch während der Fortpflanzungszeit deutlich an, so dass während der Hitze und unter Hündinnen auch während der Geburt und Jungenaufzucht die Subordinations-Dominanzbeziehungen weitgehend aufgelöst werden. Stabile soziale Organisation besteht nur in Eltern-Jungtiergruppen. Aufgrund dieser nicht festgelegten Rangverhältnisse kommt es im Rudel, sobald mehrere geschlechtsreife Generationen zusammenleben, zu einer Untergruppenbildung aus zwei (bis maximal drei) Tieren mit linearer Rangordnung, und nur noch die Leithunde stehen sich gegenüber. Ihre ausgeprägte Aggressivität konnte an australischen Dingos (die ohne Menschenbezug leben) nicht in diesem Ausmaß beobachtet worden.

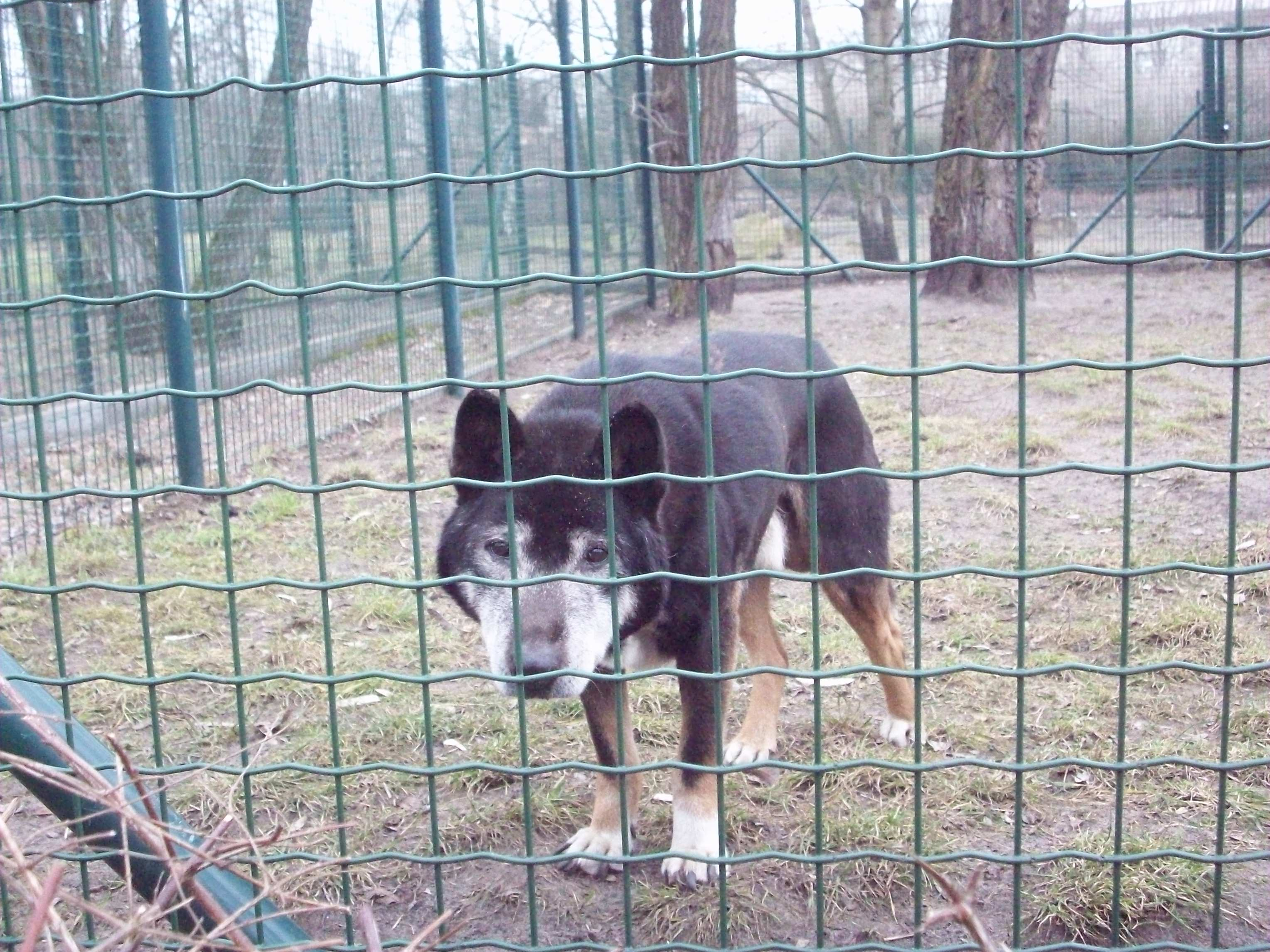
Ein Männchen im Tierpark Berlin

Neuguinea-Dingos gehören zu den Hunden, bei denen eine belegte Problematik im Bereich inter-/intraspezifischen „Mischmotivationen“ im Rahmen vergleichbarer Ontogenese-Studien existiert. Bei einigen Würfen war sehr grobes Spielverhalten der Mutter den Welpen gegenüber aufgefallen, das häufig in Agonistik sowie „Hantieren“ übergeht. Auf Schmerzensschreie des Welpen reagierte die Mutter dabei nicht adäquat, sondern missverstand diese als weitere „Aufforderung“ zum „Spiel“. Die Forscher wiesen darauf hin, dass dies nicht für alle diese Hunde gelten muss.
Laut einem Artikel der Harvard University Gazette aus dem Jahr 2004 hatten nur wenige Hallstromhunde bei Untersuchungen durch Brian Hare, wo vor den Augen der Hunde Futter unter eine von zwei Schüsseln gelegt wurde und eine Person auf die Schüssel mit dem Futter zeigte, öfter als bei der Hälfte der Versuche die richtige Schüssel gefunden. Daher wurde angenommen, dass dies purer Zufall war und sie im Gegensatz zu anderen Haushunden nicht in der Lage waren, menschliche Gesten zu entschlüsseln. Untersuchungsergebnisse, welche im Jahr 2009 veröffentlicht wurden und bei denen Hare ebenfalls zum Forschungsteam gehörte, zeigten aber ein anderes Bild. Bei diesen Untersuchungen zum Verständnis von menschlichen Kommunikationssignalen wurden Hallstromhunde mit Golden Retrievern, Labrador Retrievern, Dalmatinern, Deutschen Schäferhunden und jeweils einem Berner Sennenhund, Irish Setter, Hovawart und Deutschen Pinscher verglichen. Bei diesen Untersuchungen lag die Erfolgsquote bei allen Hallstromhunden deutlich oberhalb der Zufallsgrenze und sie hatten die gleiche Leistung erbracht wie Hunderassen, welche nicht zum Arbeitszweck gezüchtet wurden.

## Fortpflanzung

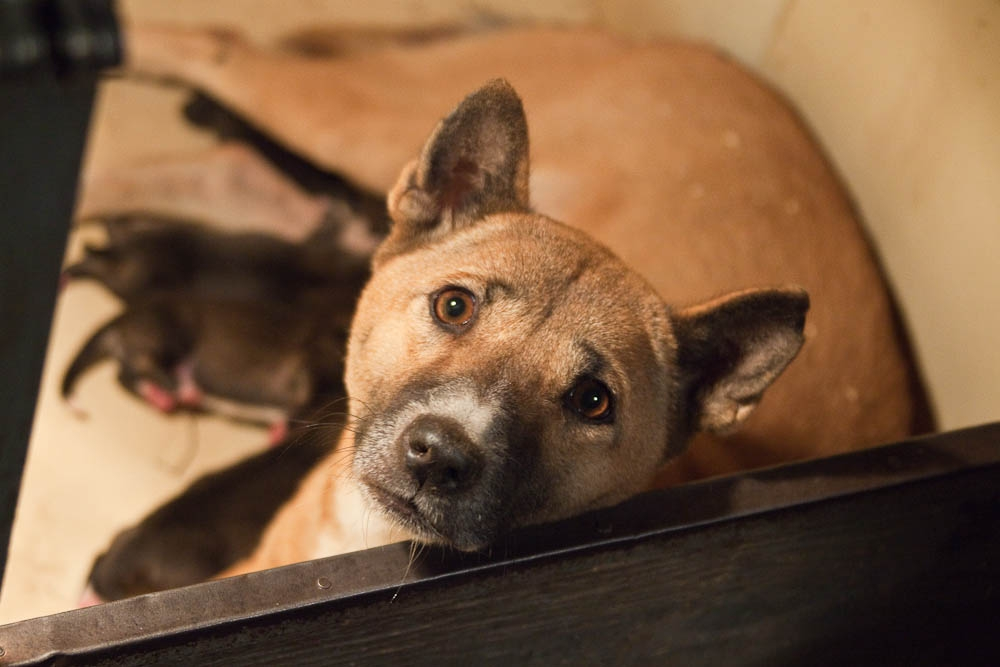
Hündin mit Welpen

Bei Hunden in Gefangenschaft wurde eine einmal jährliche Fortpflanzung festgestellt, beginnend im August (laut einer Veröffentlichung im Jahr 2010 liegt der Anfang im Juli) mit einer durchschnittlichen Trächtigkeit von 63 Tagen. Die erfolgreiche Fortpflanzung subdominanter Hunde wird dabei durch Infantizid seitens der Leithündin verhindert. Im Tierpark Berlin fielen 80 % der Würfe im Oktober und November, wobei die Tragzeit 58 bis 64 Tage betrug. Die Wurfgröße variierte zwischen einem und sechs Welpen. Informanten aus Neuguinea berichteten von Sichtungen wilder Welpen im Dezember, was den Schluss zulässt, dass wilde Hallstromhunde einen ähnlichen Zyklus haben. Berichte von 25 Hündinnen in Gefangenschaft zeigen, dass von den Hündinnen, die nicht beim ersten Östrus aufnahmen, ca. 65 % 8–16 Wochen später einen zweiten, manchmal sogar einen dritten Zyklus durchliefen.
Während der Fortpflanzungszeit findet eine weitgehende Auflösung der Geschlechtsrangordnungen statt, dafür kommt es zwischen den Geschlechtern und hier vor allem zwischen den Leithunden zu engeren Bindungen. Zudem beteiligen sich alle geschlechtsreifen Tiere am Fortpflanzungsgeschehen.
Männchen in Gefangenschaft beteiligen sich meist an der Aufzucht der Jungen, einschließlich Futterhervorwürgen. Allerdings werden in der ersten Paarungszeit nach ihrer Geburt, besonders wenn potentielle Partner anwesend sein, Welpen oft von ihren gleichgeschlechtlichen Eltern angegriffen.
Bei Untersuchungen in Burlington benutzten beide Eltern vor Geburt der Welpen den hölzernen Unterstand. Am 17. September 2003, 7 Tage vor der Geburt der Welpen, begann die Hündin flache Bodensenken an mehreren Stellen des Geheges zu graben. Der Rüde beteiligte sich daran nicht. Einen Tag vor der Geburt grub die Hündin fünf größere Baue und warf in einem ihre Welpen. In der folgenden Zeit schützte die Hündin die besetzten Baue vor Regen, indem sie den Eingang mit ihrem Körper verschloss, und zog einige Male mit ihren Welpen zu anderen Bauen. Beide Eltern beaufsichtigten die Welpen und zeigten Verteidigungsbereitschaft ihrer Jungen gegenüber Besuchern. Futterhervorwürgen wurde von beiden Eltern gezeigt, sie verweigerten es aber, als die Welpen 3 Monate alt wurden. Im Alter von 5 Monaten wurde der einzige männliche Welpe vom Vater bedroht, die Mutter bedrohte ihre weiblichen Nachkommen, als diese 6 Monate alt wurden. Der männliche Welpe ging seinem Vater zunehmend aus dem Weg und wurde im Alter von 6 Monaten in ein anderes Gehege versetzt, die weiblichen Welpen mussten im Alter von 9 Monaten aus dem Gehege entnommen werden.

## Ernährung

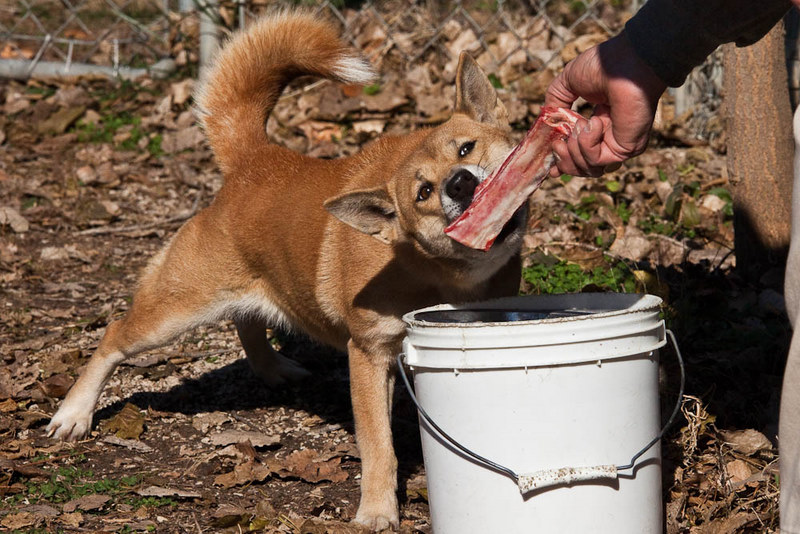
Hund bei der Fütterung

Berichte aus lokalen Quellen in Papua-Neuguinea aus den 1970er und Mitte der 1990er Jahre deuten darauf hin, dass diese Hunde Generalisten, opportunistische Räuber und Aasfresser sind und sich von kleinen bis mittelgroßen Beuteltieren, Nagern, Vögeln und Früchten ernähren. Nagetierüberreste wurden in den 1970ern im Hundekot festgestellt. Außerdem sollen wilde Hunde dort Kuskus sowie Beutereste von Papuaadlern und Tiere aus Fallen fressen. Robert Bino gab an, dass möglicherweise Ratten, Kuskus, Wallabys, Bennettkasuare und andere Vögel zum Beutespektrum gehören. Nelke berichtete, dass die Dingos tagsüber auch alleine Vögel jagen und in der Dämmerung auf gemeinsame Beutestreifzuge gehen, die nach Berichten der Eingeborenen häufig von älteren Hündinnen angeführt werden. Dabei ist wohl anzunehmen, dass die Hunde in lockeren Verbänden den Urwald durchstreifen, da eine Hetzjagd im Unterholz kaum möglich ist und entsprechend große Beutetiere fehlen. Die Dingos verhalten sich beim Aufstöbern der Vögel, Reptilien und Beuteltiere schon aufgrund ihrer geringen Körpergröße sehr geschickt, sie klettern den Beutetieren regelrecht in die Bäume hinterher und liegen auch beim Auflauern und Dösen gerne erhöht auf niederen Ästen.
Laut dem Bericht eines Jägers an Tim Flannery würden die Leichen der Leute, die in den Hochtälern von Irian Jaya sterben, von den wilden Hunden der Berge gefressen. Der berichtende Jäger sagte aus, dass er selbst einst auf die Leichen von 13 Menschen gestoßen sei, welche einem plötzlichen Wetterumschwung zum Opfer gefallen waren. Der Jäger bemerkte, dass einer der Leichen anscheinend ein langes, haariges, sich bewegendes Objekt aus dem Bauch hervorstand. Beim Näherkommen sei ein blutbesudelter wilder Hund tief aus dem Innern der Körperhöhle aufgetaucht und dann in den Wald geflohen.

## Vorkommen
Als wildes Verbreitungsgebiet des Neuguinea-Dingos werden die Berge und Bergmoorgebiete Neuguineas in einer Höhe von 2500 bis 4700 m angegeben. Die Hauptvegetationszonen sind (niedrigste bis höchste Höhe): Mischwälder, Buchen- und moosige Wälder, subalpine Nadelholzwälder und alpine Grasländer. Basierend auf archäologischen, ethnographischen und Indizienbeweisen, kann angenommen werden, dass die Hallstromhunde einst über ganz Neuguinea verbreitet waren (Knochenfunde von Hunden in den Tiefebenen Neuguineas wurden auf 5500 Jahre geschätzt) und später auf die oberen Berghänge zurückgedrängt wurden.
Eindeutige Beweise für wildlebende Hunde in Neuguinea fehlen, da auch von gelegentlich alleine im Urwald angetroffenen Individuen nicht gesagt werden kann, inwieweit sie doch an eine „Dorfhundgemeinschaft“ assoziiert sind. Die Papua des Eipomek- und Fa-Tales berichteten lediglich von einzelnen schwarzen „wilden“ Hunden, die gelegentlich von Norden her in das Tal eindringen und die von ihnen gejagt und getötet werden, wobei die Verfolgung schwarzer Hunde mit einem Geisterglauben begründet wird. Möglicherweise ist der Hallstromhund heute auf Neuguinea selten und vielleicht ausgestorben, da es seit den 1970er Jahren keine bestätigten Sichtungen gegeben hat. Bis 1976 gab es wissenschaftliche Berichte von Hallstromhunden in den Sternenbergen (westliches Papua-Neuguinea), und im Jahr 1989 konnte Tim Flannery ein Foto eines schwarz-gelben Hundes an einem Ort namens Dokfuma schießen, welcher in den gleichen Bergen liegt. Zudem berichtete er, dass es dort eine Menge dieser Hunde gab, welche er allerdings nur einmal und durch Zufall sah. Ansonsten hörte er nur ihr Geheul. 1996 unternahm Robert Bino eine Feldstudie über diese Hunde. Er konnte dabei keine wilden Neuguinea-Dingos beobachten und nutzte stattdessen Zeichen wie Kot, Pfotenabdrücke, Urinmarkierungen und Beuteüberreste, um auf das Verhalten der Hallstromhunde Rückschlüsse zu ziehen. Ausgehend von diesem Mangel an Sichtungen ist es möglich, dass sich der dortige Bestand komplett mit Hunden anderer Abstammung vermischt hat. Es gibt lediglich Berichte von Anwohnern, die wilde Hunde in höheren Lagen gesehen oder gehört haben. Ein Bericht aus neuerer Zeit wäre die flüchtige Sichtung eines Hundes am Tawa-See in den Kaijende-Hochländern. Lokale Informanten versicherten den Forschern, dass es sich dabei nur um einen wild lebenden Hund gehandelt haben könne, da es in der näheren Umgebung keine Dörfer gab.
Janice Koler-Matznick widerspricht dem Argument, dass es lange keine bestätigten Sichtungen mehr gegeben habe, und ist der Meinung, dass es noch einige abgelegene Populationen gebe. Als Argument, dass die wild lebenden Hunde der Hochländer vermutlich Neuguinea-Dingos und keine anderen Hunde sind, führt sie an, dass die Dorfhunde der Insel zwar die höchste Überlebenschance hätten, aber an ein tropisches Klima angepasst seien und daher in den Hochländern nur wenige Überlebenschancen hätten. Zudem gibt sie an, dass die Einwohner in ihrer Sprache klar zwischen Dorfhunden und Neuguinea-Dingos unterscheiden würden, was zusammen mit deren Kenntnissen der Tierwelt Verwechslungen ausschließe.
Die aktuelle Population in Menschenhand stammt von nur 8 Individuen ab, die nicht selbst in der Wildnis gefangen wurden, sondern bereits von den Bewohnern der Hochländer Neuguineas stammten. Aufgrund der geringen Zahl von Gründerindividuen ist das Inzuchtniveau in dieser Population sehr hoch.

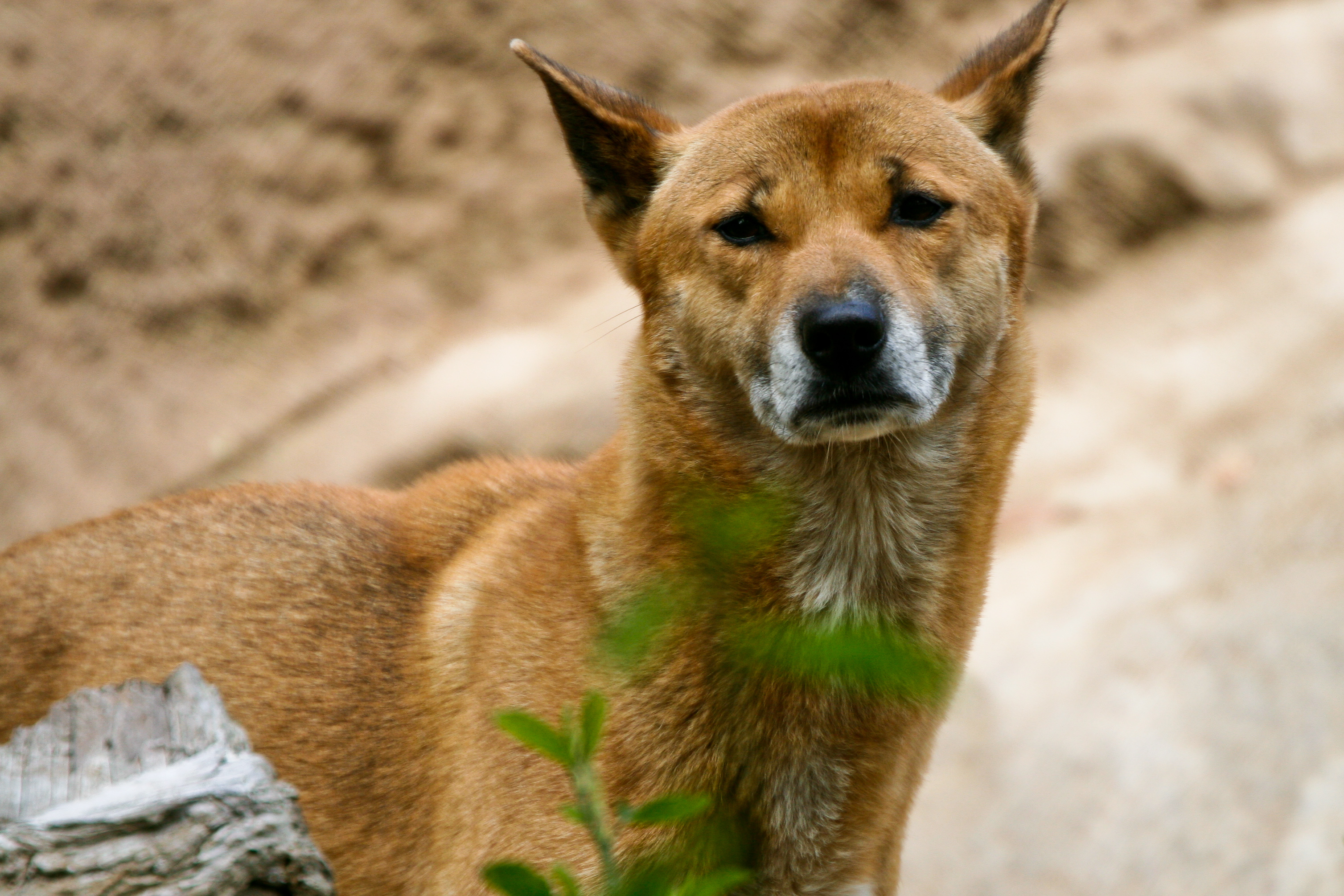
Ein Hund aus dem Zoo von San Diego

Das erste Paar dieser Hunde in Menschenhand kam 1956 aus dem Hochland von Papua-Neuguinea. Sir Edward Hallstrom, ein Mitarbeiter des Taronga Zoos in Sydney, gab die Suche nach ihnen in Auftrag und spendete sie dem Zoo. Die Berichte über diese zwei ersten Exemplare enthalten allerdings Widersprüche in Bezug auf den Herkunftsort der Hunde. Die Nachkommen dieses Paares (als Papua-Linie bezeichnet) wurden an Zoos weltweit verfrachtet, inklusive des Zoologischen Parks von San Diego, der im Jahr 1959 ein Paar erhielt. Dieser Zoo sandte danach Welpen an viele andere Zoos in den Vereinigten Staaten und Europa. Bis 1987 waren alle Hallstromhunde in den Vereinigten Staaten Nachkommen dieses ersten Paares aus dem Taronga Zoo.
Zwischen 1965 und 1980 wurden 89 Hunde der „Papua-Linie“, von 1983 bis 1999 41 Tiere der „Irian Jaya-Linie“ gezüchtet. Um die genetische Vielfalt der Gefangenschaftspopulation in den Vereinigten Staaten zu erhöhen, hat der Sedgewick County Zoo, Kansas, 1987 ein Weibchen namens Olga aus dem Institut für Haustierkunde der Universität Kiel eingeflogen. Olgas Vorfahren waren 5 Hunde, die im Rahmen eines interdisziplinären Forschungsprojektes, an dem auch Mitarbeiter des Kieler Institutes für Haustierkunde teilnahmen, am Eipomek Flusstal aus dem westlichen Teil Neuguineas (Irian Jaya) mitgebracht wurden. Diese Hunde kamen aus einer Dorfpopulation des Eipo-Stammes und wurden W. Nelke im Jahr 1976 als Geschenk überreicht und dann zum Institut für Haustierkunde der Universität Kiel gebracht. Heutzutage stammen alle Hallstromhunde der Vereinigten Staaten mütterlich von Olga ab. Olga hatte mehrere Würfe mit einem Männchen namens Dinkum aus der San Diego/Taronga Linie. Heutzutage führen einige Ahnentafeln in den USA nur auf dieses Paar zurück, selbst in der vierten und fünften Generation, da es über Jahre das einzige produzierende Paar war.
Im Jahr 1994 brachte I. Lehr Brisbin einen Rüden namens Darkie aus Kanada nach South Carolina. Dieser war 1981 im Baiyer River Schutzgebiet der Hochländer Papua-Neuguineas geboren wurden. Sein Vater war ein Rüde aus der Taronga-Linie, während seine Mutter als „Wildfang“ beschrieben wurde, womit diese Hündin das letzte wilde Exemplar wäre, welches der Gefangenschaftspopulation hinzugefügt wurde. Weitere Informationen über diese Hündin gibt es nicht, da das Schutzgebiet später geschlossen wurde und alle Informationen verloren gingen. Die anderen Nachkommen des Paares hatten keinen Nachwuchs, da sie nach dem Transport von Taronga nach Papua-Neuguinea im Jahr 1989 starben. Darkie produzierte später noch drei Würfe mit einer Tochter von Olga und Dinkum.
Bis 1980 wurden alle Hallstromhunde in Menschenhand nur in Zoos gehalten. Seitdem haben viele Zoos aufgehört, die Rasse zu halten, und in den Vereinigten Staaten wurden viele an Tierhändler und Halter exotischer Tiere weitergereicht. Viele dieser Menschen haben keine genauen Aufzeichnungen über diese Transaktionen sowie die Stammbäume ihrer Hunde, weshalb diese Hunde als „undokumentiert“ gelten. Mit ihnen wurde weitergezüchtet, womit die Population in den Vereinigten Staaten vermutlich größer ist als die dokumentierte Population, die im Jahr 2003 mit etwa 100 angegeben wurde. Als Begleithunde sollen Hallstromhunde nur in Kanada und den USA erfolgreich gehalten worden sein.
Um 2003 soll der gesamte registrierte Bestand an sich fortpflanzenden Hallstromhunden 50 Exemplare betragen haben. Viele Zoos (in Deutschland gibt es sie im Tierpark Berlin und Tierpark Neumünster) stellten keine Hallstromhunde mehr aus, da es sich „lediglich“ um verwilderte Haushunde handelte und man von anderen Tieren annahm, dass sie einen größeren Anreiz für Besucher darstellen würden. Die wenigen verbliebenen Exemplare sollen alle kastriert und sterilisiert worden sein. Die Populationen von Privathaltern gelten als steigend.

## Zusammenleben mit Menschen

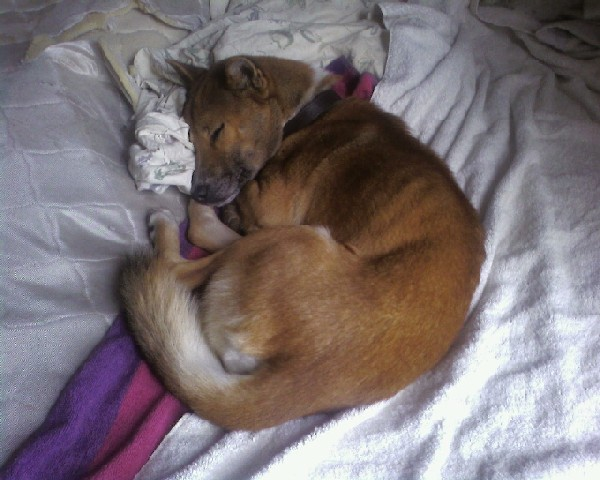
Ein Hund in Chicago

Laut Berichten Ende der 1950er und Mitte der 70er sind wilde Hallstromhunde scheu und meiden den Kontakt mit Menschen, außer sie werden von klein auf von Menschen aufgezogen. Von den Kalam aus den Hochländern von Papua wurde Mitte der 1970er berichtet, dass sie junge Hallstromhunde fangen und als Jagdgehilfen aufziehen, aber nicht mit ihnen züchten. Einige davon blieben vermutlich auch nach der Geschlechtsreife bei den Menschen und pflanzten sich dort fort. Obwohl die meisten Bewohner der Hochländer ihre Dorfhunde nie essen, so ist doch bekannt, dass einige wilde Hunde fangen, töten und verspeisen. Einige lokale Mythen erwähnen diese Hunde als Überbringer des Feuers und der Sprache oder dass sie die Geister Verstorbener wären. Wie lange sie auf Neuguinea schon mit Menschen interagieren, ist unbekannt. Hundefunde in archäologischen Fundstätten Neuguineas sind selten, bestehen meistens aus Zähnen (als Teil von Ornamenten), Trophäen-Schädeln und einem Grab. Der früheste Fund (ein Zahn) stammt aus dem Tiefland und wird auf ein Alter von 5500 Jahren geschätzt. Die wenigen Funde aus dem Hochland könnten gleich alt sein, auf schichtenkundlicher Grundlage, aber wurden noch nicht direkt datiert (Stand 2001). Es ist möglich, dass diese Hunde bereits früher dort gelebt haben und dass ihre Abwesenheit von Jagdabfällen nur bedeutet, dass sie nicht gegessen wurden.

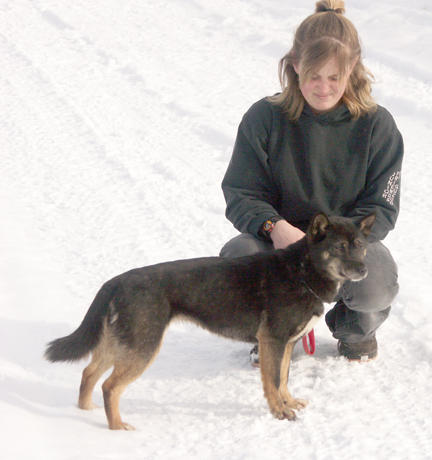
Ein Hund mit seiner Besitzerin

Vor ungefähr 3000 Jahren erhielt die einheimische Bevölkerung andere Haushunde und kreuzte diese mit ihren Hunden, um die Jagdfähigkeiten der Nachkommen zu verbessern. Seit Beginn des 20. Jahrhunderts begannen die Hochländer Hühner zu halten und den Neuguinea-Dingos konnte nicht beigebracht werden, diese nicht anzufallen. Zudem hielten sie sich immer häufiger andere Hunde oder Mischlinge mit einheimischen Hunden, da viele sie als Statussymbole sahen und viele der Hunde größer und leichter zu trainieren waren. In der Vergangenheit haben einige Gesellschaften Neuguineas im Allgemeinen Hundefleisch im Rahmen zeremonieller Handlungen verspeist, andere hatten aber ein striktes Tabu, was das Essen des Fleisches wilder Hunde anbelangt. Es wird angenommen, dass die Beziehung der heutigen Einwohner zu ihren Hunden Aufschluss darüber gibt, wie sie mit Hallstromhunden umgegangen sind.
Die Informationen über ihr Zusammenleben mit Menschen dort beruhen allerdings auf mündlichen Überlieferungen. Die Hunde haben vielleicht vom Namen her „Besitzer“, bewegen sich aber ansonsten völlig frei durch die Dörfer und ordnen sich den Menschen kaum unter. Wenn es ihnen erlaubt wird, folgen sie ihren Besitzern auf deren Wanderungen. Sie werden nicht zum Gehorsam gezwungen und auch sonst nicht diszipliniert, da von ihnen nicht viel erwartet wird – lediglich Stehlen von und Kauen auf wichtigen Gegenständen werden nicht toleriert. Eine medizinische Versorgung gibt es für sie nicht, und sie leben meist von Abfall. Die intelligentesten Hunde sind die, welche das meiste Essen stehlen können und daher auf lange Sicht die meisten Nachkommen hervorbringen. Eine Ausnahme bilden die Jagdhunde: Gute Jagdhunde erhalten regelmäßige Mahlzeiten und für gewöhnlich auch ihren eigenen Anteil an jedem Tier, das sie für die Jäger finden. Diese Jagdhunde werden nicht für die Jagd auf Kommando trainiert. Sie gehen lediglich mit den Jägern und suchen von sich aus nach Beute für sich selbst. Sie können auch größere Beute wie etwa Schweine in Schach halten, bis die Jäger eintreffen. Außergewöhnlichen Jagdhunden werden mitunter spezielle Begräbnisse und Ehrerbietungen erbracht. Wenn möglich ziehen die Bewohner auch einen Vorteil aus dem Beschlagnahmen von Beute, welche Hündinnen ihren Welpen mitbringen. Da Hündinnen diese Nahrung aber meist zum Transport in ihren Mägen tragen und nur die am wenigsten agilen Gefahr laufen, gefangen zu werden, ist diese Form der Nahrungsbeschaffung für die Menschen unbedeutend.
Die Eipo kennen keinerlei Nutzung dieser Hunde als Jagd- oder Wachhunde, auch nicht als Fleischlieferant, wie dies zum Teil in der Küstenregion der Fall ist. Als Wachhunde sind die Dingos aufgrund ihrer wildtierähnlichen Scheu und Schreckhaftigkeit denkbar ungeeignet, laut Nelke sind sie bei Gefahr regelmäßig die ersten, die verschwinden. Als einzige Einschränkung ihrer Bewegungs- und Willensfreiheit wird lediglich älteren Hunden gelegentlich eine Vorderpfote durch ein Halsband gesteckt, damit sie sich nicht weit vom Dorf entfernen können. Sie haben vor allem die Funktion eines Sozial- bzw. Spielpartners, und Welpen und Jungtiere werden besonders von den Kindern viel herumgetragen und gelegentlich auch mit vorgekauter Nahrung gefüttert, welche die Hunde vom Mund ablecken. Von den Frauen sollen die Welpen sogar manchmal mitgesäugt werden, so dass die Hunde als Jungtiere zu den Menschen eine relativ enge soziale Bindung entwickeln. Die Hunde folgen den Papua tagsüber in die Gartendörfer und auf ihren Streifzügen durch den Urwald – die älteren Jungen werden so auch „Camnang“ genannt, was so viel heißt wie ‚den Hunden zugehörig‘. Die Dingos liegen mit am Feuer und schlafen nachts mit in den Hütten, wo ihnen wohl auch die Funktion eines „Bettwärmers“ zukommt.
Die erwachsenen Dingos werden dann allerdings, was den Nahrungserwerb angeht, vollständig sich selbst überlassen, so dass sie auch zu Abfallbeseitigern werden und ihre Bindung an den Menschen mit zunehmendem Alter lockerer wird. Für Außenstehende ist dann laut Nelke kaum noch auszumachen, welcher Hund zu welchem Papua gehört; auf Nachfrage zeigen die Eingeborenen aber sofort auf ihren Hund und nennen ihn beim Namen. Zudem findet bei diesem Papuastamm eine gewisse Zuchtwahl der Hunde nach äußeren Schönheitskriterien statt: Hunde mit heller Fellfarbe und ausgeprägten weißen Abzeichen werden bevorzugt und einige sogar gezielt verpaart, indem sie während der Läufigkeit der Hündin zusammen in die Gartenhäuser gesperrt werden, wo die zahmeren Hündinnen dann auch häufiger werfen. Zusätzlich besitzen die Hunde (wie die Menschen) mehrere geheime Namen und sind bei diesem Papuastamm sogar heilig. Sie dürfen nicht geschlagen und auf keinen Fall getötet werden. Die mythologische Bedeutung der Hunde zeigt sich auch darin, dass sie wie die Menschen auf den Bäumen bestattet werden und der Besitzer nach dem Tode seines Hundes möglichst so lange seine Hütte nicht verlassen sollte, bis er einen neuen Hund hat. Die offensichtlich große Bedeutung der Hunde für diese Papua wurde auch in ihrer anfänglichen Weigerung deutlich, Nelke einen Hund zu überlassen. Sie begründeten dies damit, dass sie auch nicht ihre Kinder verschenken würden. Erst nach zwei Jahren Vertrauensbildung wurden Nelke die Welpen als eine Art Statussymbol und Freundschaftsbeweis überreicht.
Erwachsene Tiere ziehen sich zur Nahrungssuche und zur Fortpflanzung immer stärker in den Urwald zurück, so dass ihre nur locker dem Menschen angeschlossene Lebensweise höchstens als halbwild bezeichnet werden kann. Es wird jedoch angenommen, dass neben diesen Dorfhunden auch noch völlig wild lebende Hunde im Urwald von Neuguinea existieren, die entweder als Welpen nicht aufgegriffen wurden oder die sich als erwachsene Tiere, sei es aus Nahrungsmangel oder Unverträglichkeit mit anderen Dorfhunden oder da sie keine enge Bindung an einen Menschen entwickelten, ganz in den Urwald zurückgezogen haben.
Laut Aussagen von Imke Voth ist der Hallstromhund für eine Haushundhaltung im europäischen Sinne ausgesprochen ungeeignet. Bereits 1968 wurden sie als in Gefangenschaft sehr unbändig bezeichnet. Aus den Berichten und Protokollen zweier Forscher, die einige Jahre versuchten, Neuguinea-Dingos als Haushunde in Berlin zu halten, geht hervor, dass diese Hunde schon als Jungtiere sehr eigenwillig und selbständig waren und nur schlecht bzw. lustbetont gehorchten, häufig wegliefen und wilderten, alles zerbissen und nur bedingt stubenrein wurden (individuell verschieden). Mit zunehmendem Alter reagierten die Hunde dann auf die Einschränkung ihrer Willens- und Bewegungsfreiheit durch Einsperren, Anbinden oder Zurechtweisungen aller Art immer aggressiver, vor allem wenn sie durch Menschen erfolgte, zu denen sie keine enge Bindung hatten, oder durch solche, die ihnen in der Familienrangordnung unterlegen waren (z. B. Kinder). Als mehrjährige Hunde blieben sie zwar ihrer engen Bezugsperson gegenüber ausgesprochen anhänglich und zärtlichkeitsbedürftig, waren aber kaum noch bereit, sich unterzuordnen, so dass sie abgegeben oder getötet werden mussten.
Kiefer beschrieb den Neuguinea-Dingo als einen Einmannhund mit großer Inflexibilität in der sozialen Bindung. Voth konnte ebenfalls beobachten, dass Welpen, die bis zur vierten Woche keinen Kontakt zum Menschen hatten, nicht mehr handzahm geworden sind und ehemals handzahme Hunde mit 2–3 Jahren sehr scheu wurden, sobald man sich nicht mehr intensiv mit ihnen beschäftigte. Allerdings waren die individuellen Unterschiede in der Zahmheit bei den einzelnen Tieren im Erwachsenenalter relativ groß und reichten von starker Scheu bis hin zur Handzahmheit gegenüber allen Menschen (inklusive Laufen an der Leine und Stubenreinheit).

## Ursprung und taxonomischer Status
Diese Hunde sind höchstwahrscheinlich vom Menschen nach Neuguinea gebracht worden, da die Entfernung zwischen den verschiedenen Inseln selbst bei niedrigstem Meeresspiegel zu weit gewesen wäre, um von Hunden durchschwommen zu werden. Funde deuten darauf hin, dass es vor 5500 Jahren dort Hunde gegeben hat, die dem Hallstromhund zumindest ähnelten. Da Neuguinea bereits weit früher von Menschen besiedelt war, muss angenommen werden, dass diese Hunde erst später durch Seefahrer oder Einwanderer dorthin gelangt sind. Ein Ursprung in Indonesien oder Südostasien gilt als sehr wahrscheinlich, der exakte Ort und Zeitpunkt ist aber unbekannt, und genetische Untersuchungen deuteten ebenfalls auf einen Ursprung in Ostasien hin. Die Ergebnisse von genetischen Untersuchungen die 2011 veröffentlicht wurden deuteten für Dingos, Neuguinea-Dingos und Polynesische Haushunde ebenfalls auf eine Einführung (und möglichen gemeinsamen Ursprung) nach Indonesien und Südostasien von Süd-China aus hin und nicht über Taiwan und die Philippinen wie in einigen Theorien zu einem Polynesischen Ursprung geäußert. Janice Koler-Matznick war der Ansicht, dass es in Neuguinea schon früher Hunde gegeben haben könnte, nur dass diese noch nicht entdeckt worden sind.
Ellis Troughton untersuchte das erste Paar im Zoo von Sydney und klassifizierte sie als eigene Art. Tim Flannery sah den Neuguinea-Dingo dagegen als Verwandten der Haushunde auf den umgebenden Inseln West-Guineas an. Im Domestic Animal Diversity Information System der FAO wird der New Guinea Singing dog als Hunderasse in Papua-Neuguinea aufgeführt.

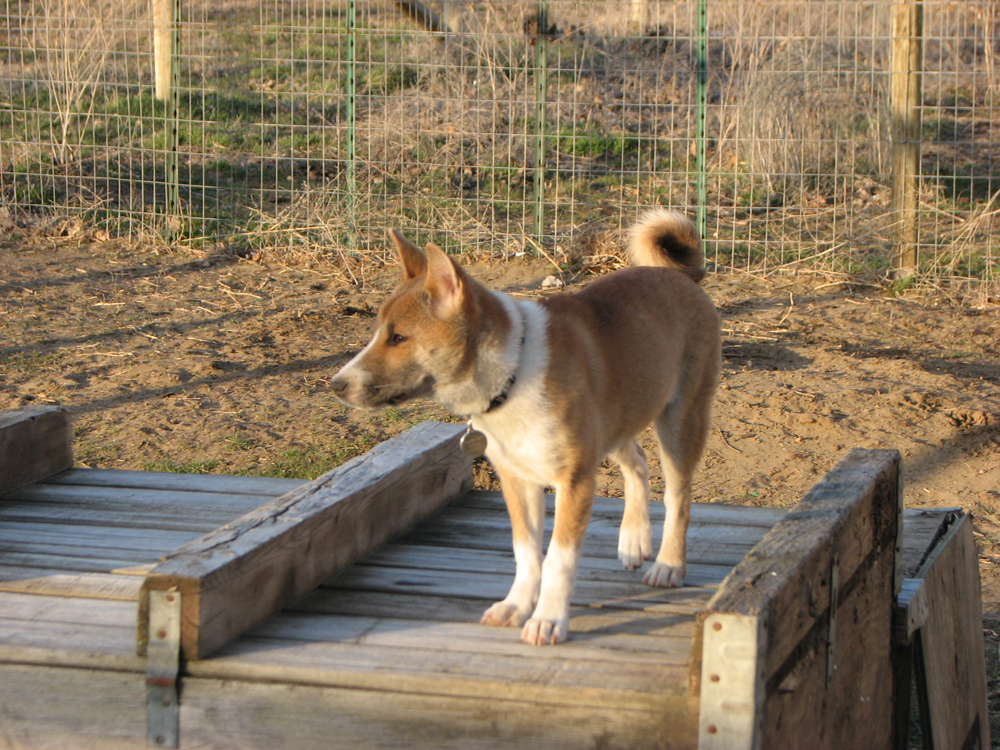
Ein Junghund

Ein Team unter Koler-Matznick vertrat die Ansicht, die Theorie, dass der Neuguinea-Dingo ein verwilderter Haushund sei, beruhe auf dessen hundeartigem Aussehen und der Annahme, dass er von Menschen nach Neuguinea gebracht wurde und daher zu diesem Zeitpunkt domestiziert war. Dieses Team vertrat aber die Ansicht, dass dies nicht der Fall gewesen sein müsse, da z. B. auch Füchse in Kalifornien von Menschen auf Inseln gebracht worden sein könnten. Diese Leute argumentierten, dass die Neuguinea-Dingos als gezähmte Wildtiere nach Neuguinea gebracht wurden, um z. B. als Jagdgehilfen zu dienen. Zudem soll es keine ethnographischen Beweise für Domestikation geben und die Tiere würden auch nicht die charakteristischen morphologischen Merkmale einer Domestikation zeigen. Dieses Team vertrat auch die Ansicht, dass diese Hunde nicht dem Wolf zugeordnet werden könnten, da sie offensichtlich keine Wölfe seien und seit Jahrtausenden nicht mit Wölfen in Kontakt getreten seien. Ebenso sei es fraglich, sie als verwilderte Haushunde einzustufen, da es keine direkten Beweise für diese Annahme gebe. Auch das Verhalten von Hunden, die an Menschen sozialisiert wurden, sei kein Hinweis, da andere gezähmte Säugetiere sich ähnlich gegenüber vertrauten Menschen verhalten würden. Obwohl Haushund, Dingo und Neuguinea-Dingo viele Gemeinsamkeiten aufwiesen, gebe es doch morphologische, molekulare, genetische und verhaltenstechnische Merkmale, die den Neuguinea-Dingo von den beiden anderen abgrenzen würden. Als Beispiel wird angeführt, dass der Neuguinea-Dingo zwei Blutenzyme habe, was darauf hindeute, dass er sich von den anderen beiden Hunden (welche von dem Team als zwei eigenständige Spezies aufgeführt wurden) physiologisch abgegrenzt haben könnte. Zudem könnten die Enzyme von Haushunden, Dingos und Wölfen apomorph sein, während die des Neuguinea-Dingos plesiomorph sein könnten, da die Enzyme des letzteren zu denen von Kojoten und Rotfüchsen passen würden. Hallstromhunde könnten diese Enzyme und andere Merkmale entweder auf Neuguinea entwickelt oder von einem anderen Vorfahren als dem modernen Haushund geerbt haben. Die Möglichkeit einer Vermischung von Haushunden und Neuguinea-Dingos sei ebenfalls kein Grund anzunehmen, dass beide derselben Art angehören, da in der Gattung Canis alle Arten die Fähigkeit hätten, fruchtbare Hybriden hervorzubringen, und mehrere hätten sich in der Wildnis vermischt. Der Neuguinea-Dingo sei genetisch und ökologisch nicht mit irgendeiner anderen Caniden-Population auswechselbar und daher würden die verfügbaren Daten zumindest darauf hinweisen, dass der Neuguinea-Dingo eine einzigartige evolutionäre Einheit, möglicherweise ein Schwestertaxon des Australischen Dingos, darstellt. Da der Neuguinea-Dingo diagnostische Merkmale hat, die ihn von allen anderen Mitgliedern der Gattung Canis unterscheidet, sollte die Bezeichnung Canis hallstromi benutzt werden, um ihn als unterscheidbare taxonomische Einheit innerhalb der Gattung Canis zu identifizieren. Obwohl diese Annahme hauptsächlich auf Hunden in Gefangenschaft beruhte, wurde dies nicht als relevant angesehen, da angenommen wurde, dass die beschriebenen, als einzigartig angesehenen Merkmale wahrscheinlich nicht in Gefangenschaft entstanden sein konnten. Ebenso wurde vermutet, dass diese Hunde ein Beispiel seien, wie Hunde in der Zeit vor der Domestikation ausgesehen haben könnten, und dass ihre Haltung als Haustiere der Ureinwohner Papua-Neuguineas nicht wirklich dem gewöhnlichen Konzept der Domestikation entspreche. Zudem sei das ökologische Gleichgewicht zwischen Neuguinea-Dingos und ihren Beutearten ein Hinweis darauf, dass diese Hunde nicht domestiziert gewesen waren, als sie auf der Insel ankamen. Sie führt weiter als Argument gegen den Status als verwilderter Haushund an, dass es (bis auf den ausgestorbenen Galápagos-Hund) keine Berichte von sich selbsterhaltenden verwilderten Hundepopulationen gebe, die nicht irgendwie vom Menschen abhängig seien. Selbst in Abwesenheit von anderen großen Raubtieren würden Haushunde nicht zu selbstständigen Raubtieren werden.
Kristofer M. Helgen widersprach dem Argument Matznicks, dass der Neuguinea-Dingo eine eigene Art sei. Laut ihm sind diese Hunde biologisch gesehen interessant und verdienen weitere ökologische Untersuchungen, allerdings unterstützen weder molekulare noch morphologische Belege den Anspruch, den Hallstromhund als eigene Art zu klassifizieren, besonders wenn die morphologische Vielfalt des Haushundes in Betracht gezogen wird.
Weitere Untersuchungen basierend auf stichhaltigen morphologischen und molekularen Vergleichen gelten als notwendig, um den taxonomischen Status dieser Hunde zu klären. Laurie Corbett sagte zum Status dieser Hunde, dass die Tatsache, dass die Stammväter der heutigen Population in Menschenhand aus Dörfern (statt aus der Wildnis) stammen, die zu erwartende Inzucht in der Population sowie das Fehlen von eindeutigem molekularen Vergleichsmaterial von Australischen Dingos die Ermittlung des taxonomischen Status dieser Hunde erschweren. Bei von ihm durchgeführten Schädelvermessungen an 13 Hallstromhunden, inklusive Holotypus und Paratypus, passten die Ergebnisse zu denen von Dingo-Mischlingen. Diese Ergebnisse deuteten laut ihm stark darauf hin, dass die derzeitige Population in Menschenhand aus Mischlingen besteht und dass die reinen Populationen in der Wildnis ausgestorben sind.
Da diese Hunde einen mtDNA-Typ haben, der auch im Australischen Dingo vorkommt, werden sie zurzeit provisorisch diesem zugeordnet. Entgegen einem Bericht von Janice Koler-Matznick schließen Untersuchungen der DNA-Sequenzen eine Abstammung von Rothunden und Afrikanischen Wildhunden aus und zeigen deutlich die Zugehörigkeit zum Haushund an. Daher wurde von Sillero-Zubiri u. a. zurzeit kein Grund dafür gesehen, den taxonomischen Status zu ändern.

## Genetischer Status
Bei genetischen Untersuchungen zum Ursprung des Australischen Dingos wurde der mtDNA-Typ A29 sowohl bei Australischen Dingos, Hunden der Inseln Südostasiens, Nordamerika, Ostasiens als auch den Neuguinea-Dingos gefunden. Dieser mtDNA-Typ fiel in einer stammesgeschichtlichen Darstellung von Wolfs- und Hunde-Typen genau in den Hauptstamm (70 % der DNA-Typen) der Hunde-mtDNA-Typen. Zudem hatten die Neuguinea-Dingos noch einen für sie einzigartigen mtDNA-Typ, der sich von A29 durch zwei Punktmutationen unterscheidet. Dies zeigte die Möglichkeit eines gemeinsamen Ursprungs mit Australischen Dingos und eine Zugehörigkeit zum Haushund an. Auch ein gewisser genetischer Austausch zwischen Australischen und Neu-Guinea-Dingos wurde aufgrund dieser Ergebnisse als möglich angesehen. Im Jahr 2011 veröffentlichte Untersuchungsergebnisse kamen zu ähnlichen Ergebnissen bezüglich Ursprung und genetischer Zugehörigkeit. Laut Koler-Matznick könnten weitere DNA-Untersuchungen zeigen, dass thailändische Dingos auch nahe mit den Neuguinea-Dingos verwandt sind. Sie ging ebenfalls davon aus, dass Neuguinea- und Australische Dingos von anderen Hunden vor 4600 bis 10.800 Jahren abgespaltene genetische Linien darstellen könnten. Zudem vertritt sie die Meinung, dass, so lange nichts Gegenteiliges bewiesen ist, angenommen werden müsse, dass ein genetischer Austausch zwischen Dorfhunden und Neuguinea-Dingos in Papua-Neuguinea aufgrund von verhaltenstechnischer Isolation beider Populationen selten oder nicht existent sei.
Laut 2010 veröffentlichten genetischen Analysen der Einzelnukleotid-Polymorphismen von 912 Hunden und 225 Wölfen gehören Neuguinea-Dingos zu den Hunden, bei denen starke Hinweise auf eine spätere Beimischung von Wölfen in ihrer Geschichte gefunden wurden. Zudem wurde bei Hallstromhunden eine geringere genetische Variabilität als für Haushunde üblich nachgewiesen und eine Abspaltung von anderen Hunden zu einem Zeitpunkt um 2000 v. Chr. als wahrscheinlich angesehen. Zugleich gehören Hallstromhunde zu den Hunden, welche von den meisten anderen untersuchten Rassen sehr stark genetisch abgegrenzt sind und als „altertümliche Rassen“ (im Original „ancient breeds“) bezeichnet werden. Innerhalb dieser Kategorie gehören Hallstromhunde zusammen mit dem Dingo, dem Chow Chow, dem Akita und dem Shar-Pei zur so genannten Asiatischen Gruppe.

## Schutzstatus
Der Neuguinea-Dingo wurde meistens als nicht studienwürdig angesehen, da es sich um einen verwilderten Haushund handelt und dieser lange Zeit nicht von wissenschaftlichem Interesse war. Archäozoologen, die sich für den Schutz dieser Hunde einsetzen, argumentieren, dass es sich bei diesen Hunden um lebende Relikte der frühesten Hunde handelt und diese zumindest einen Teil des lebenden Erbes der Menschen von Papua-Neuguinea darstellen. Der Neuguinea-Dingo wird als schützenswert angesehen, da die Population in Menschenhand stark inzestuös ist und die wilde Population vermutlich von mehreren Teilen ihres ehemaligen Verbreitungsgebietes ausgeschlossen ist. Von der Abteilung für Umwelt und Naturschutz in Neuguinea wurden Schutzmaßnahmen lediglich angekündigt.
Laut Janice Koler-Matznick gibt es eine gewisse Zurückhaltung darin, den Hallstromhund als schützenswert einzustufen, solange nicht mehr Felddaten verfügbar sind. Zudem gebe es wenig Interesse daran, die notwendigen Schwierigkeiten von Feldstudien in den Hochländern Neuguineas auf sich zu nehmen, bevor der Neuguinea-Dingo als einzigartiges und gefährdetes Taxon angesehen wird. Der Schutzansatz beruhe darauf, das evolutionäre Potential des Neuguinea-Dingos zu erhalten, es sei denn, es bestünden überzeugende Gegenbeweise, dass der Neuguinea-Dingo eine unverwechselbare Population ist. Sie argumentiert weiterhin, dass die Bedeutung des Neuguinea-Dingos in seinem Alter und der Reinheit als evolutionäre Einheit liege, zusammen mit mehreren einzigartigen genetischen, verhaltenstechnischen, ökologischen, reproduktiven und morphologischen Merkmalen.